# Dansk Melodi Grand Prix 2009
Dansk Melodi Grand Prix 2009 var den 39. udgave af Dansk Melodi Grand Prix, en sangkonkurrence afholdt siden 1957 af Danmarks Radio (DR).
Konkurrencens formål var at finde den sang, der skulle repræsentere Danmark ved Eurovision Song Contest 2009 (ESC) i Moskva. Vinderen af Grand Prixet blev Brinck med sangen "Believe Again" skrevet af Lars Halvor Jensen, Martin Michael Larsson og Ronan Keating.
Konkurrencen blev afholdt den 31. januar 2009 i Messecenter Herning. Årets værter var Birthe Kjær og Felix Smith. Der var 10 finalister, hvoraf de seks var fundet ved en åben konkurrence. De resterende fire sange var skrevet af særligt udvalgte kunstnere, som var inviteret af DR. Da Danmark ikke er en del af de såkaldte Big Four-lande, kvalificerede vindersangen "Belive Again" sig til finalen igennem den anden semifinale, der blev afholdt forud for Eurovision Song Contest 2009. I finalen endte sangen på en 13. plads, med 74 point.
Ved en fejl blev alle sangene frigivet før tid. Den officielle CD med sangene fra Dansk Melodi Grand Prix 2009 skulle først kunne købes fra 30. januar, men allerede den 20. januar kunne albummet lovligt købes i digital form. Albummet nåede at blive solgt i 16 eksemplarer inden fejlen blev opdaget, og der blev stoppet for salget.
Hera Björk, der fik en andenplads med sangen "Someday", deltog efterfølgende i den uofficielle konkurrence OGAE Second Chance Contest og vandt. Hun kom desuden med til Moskva alligevel, da det islandske bidrag valgte hende som korsanger.

## Deltagere
| Nr. | Artist              | Sang                            | Komponist og tekstforfatter                                           | Note  |
| --- | ------------------- | ------------------------------- | --------------------------------------------------------------------- | ----- |
| 1.  | Trine Jepsen        | "I'll Never Fall in Love Again" | Claes Andreasson, Torbjörn Wassenius, Johan Sahlén, Niels Kvistborg   |       |
| 2.  | Jeppe               | "Lucky Boy"                     | Jeppe Laursen                                                         |       |
| 3.  | Marie Carmen Koppel | "Crying Out Your Name"          | Marie Carmen Koppel, Dan Hemmer                                       |       |
| 4.  | Sukkerchok          | "Det' det"                      | Mogens Binderup, Lasse Lindorff, Lise Cabble                          | Top 4 |
| 5.  | Jimmy Jørgensen     | "Alice in the Wonderland"       | Claes Andreasson, Torbjörn Wassenius, Mikael Erlandsson, Birgitte Rye |       |
| 6.  | Hera Björk          | "Someday"                       | Christina Schilling, Jonas Gladnikoff, Henrik Szabo, Daniel Nilsson   | Top 4 |
| 7.  | Claus Christensen   | "Big Bang Baby"                 | Lars Malm, Troels Holdt, Lise Cabble                                  |       |
| 8.  | Johnny Deluxe       | "Sindssyg"                      | Noam Halby, Jakob Glæsner, Peter Kvint                                | Top 4 |
| 9.  | Christina Undhjem   | "Underneath My Skin"            | Mads Haugaard, Bryan Rice                                             |       |
| 10. | Brinck              | "Believe Again"                 | Lars Halvor Jensen, Martin Michael Larsson, Ronan Keating             | Top 4 |

## Afstemning
Selve afstemningsproceduren adskilte sig denne gang væsentligt fra den, der var blevet brugt de seneste år.
I første afstemningsrunde valgte seerne og en fagjury i fællesskab fire sange der gik videre i konkurrencen. Juryens og seernes stemmer talte her hver 50%. De fire valgte sange gik videre til semifinalen hvor de duellerede parvis mod hinanden. Her var det seerstemmer alene der afgjorde hvilke to sange der gik videre til den endelige finale, hvor det igen var seerstemmer der afgjorde hvilken sang der vandt Dansk Melodi Grand Prix 2009 og dermed skulle repræsentere Danmark ved ESC 2009.
Fagjuryen, der stemte i første afstemningsrunde, bestod af Søs Fenger, Bent Fabricius-Bjerre, Anna David, Martin Brygmann, Kjeld Tolstrup, Michael Hardinger samt et ekstra medlem, Kalle Meyer Vestergaard, der have vundet sin plads i P4-programmet Danmarksmester på baggrund af sin viden om dansk popmusik.
|  | Semifinale                 | Semifinale               |  |  | Finale | Finale |
|  |                            |                          |  |  |        |        |
|  |                            |                          |  |  |        |        |
|  |                            |                          |  |  |        |        |
|  | Sukkerchok – "Det' det"    |                          |  |  |        |        |
|  |                            |                          |  |  |        |        |
|  | Hera Björk – "Someday"     |                          |  |  |        |        |
|  | Hera Björk – "Someday"     |                          |  |  |        |        |
|  |                            |                          |  |  |        |        |
|  |                            | Brinck – "Believe Again" |  |  |        |        |
|  | Brinck – "Believe Again"   |                          |  |  |        |        |
|  |                            |                          |  |  |        |        |
|  | Johnny Deluxe – "Sindssyg" |                          |  |  |        |        |
|  |                            |                          |  |  |        |        |